# Josef-Hegenbarth-Archiv

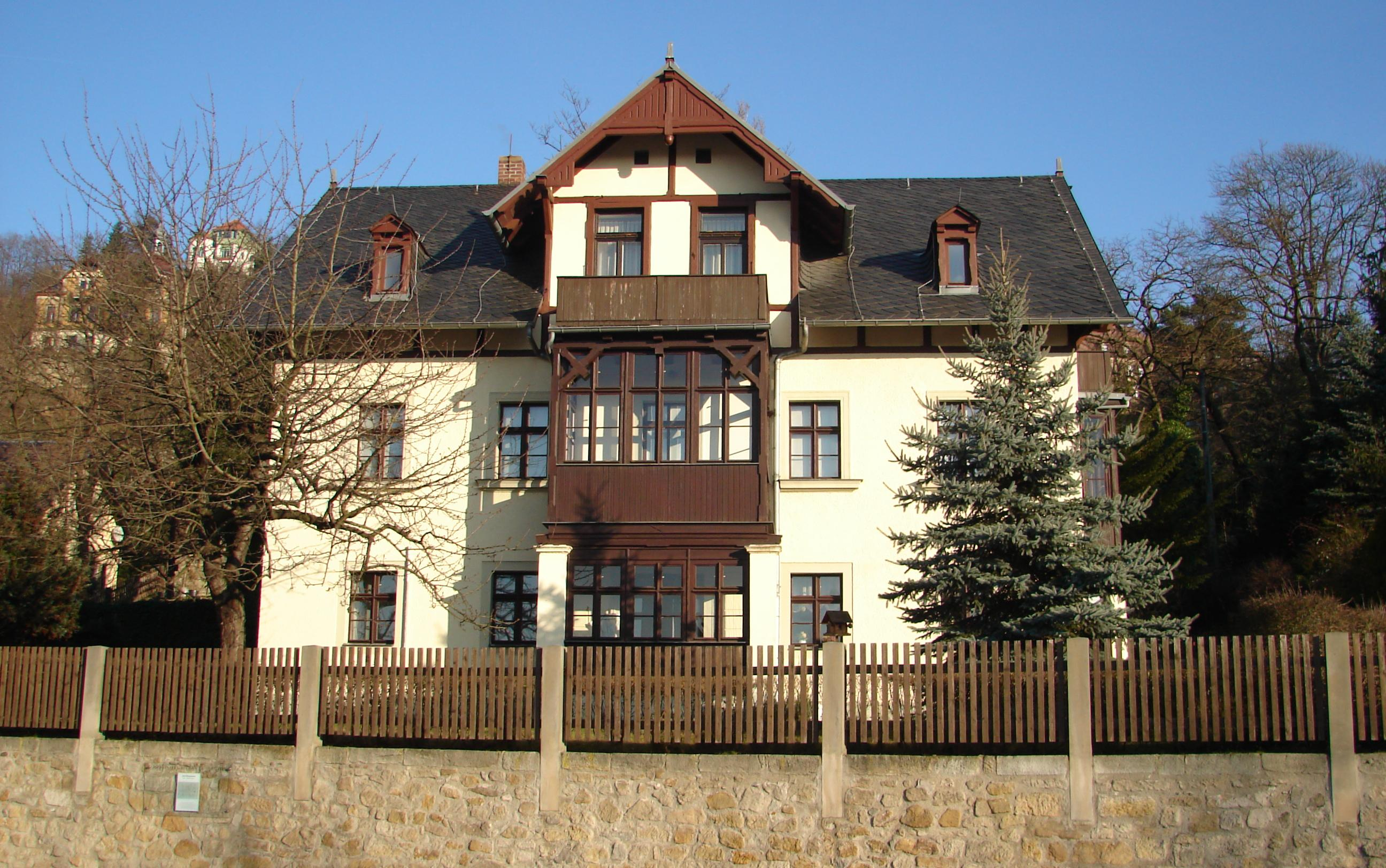
Gebäude des Josef-Hegenbarth-Archivs in Loschwitz

Das Josef-Hegenbarth-Archiv ist ein Kunstmuseum in Dresden, das zum Kupferstich-Kabinett und damit zu den Staatlichen Kunstsammlungen gehört. Es ist dem Grafiker und Maler Josef Hegenbarth gewidmet, der bis zu seinem Tod 1962 mehr als ein halbes Jahrhundert lang in der sächsischen Landeshauptstadt lebte.

## Standort

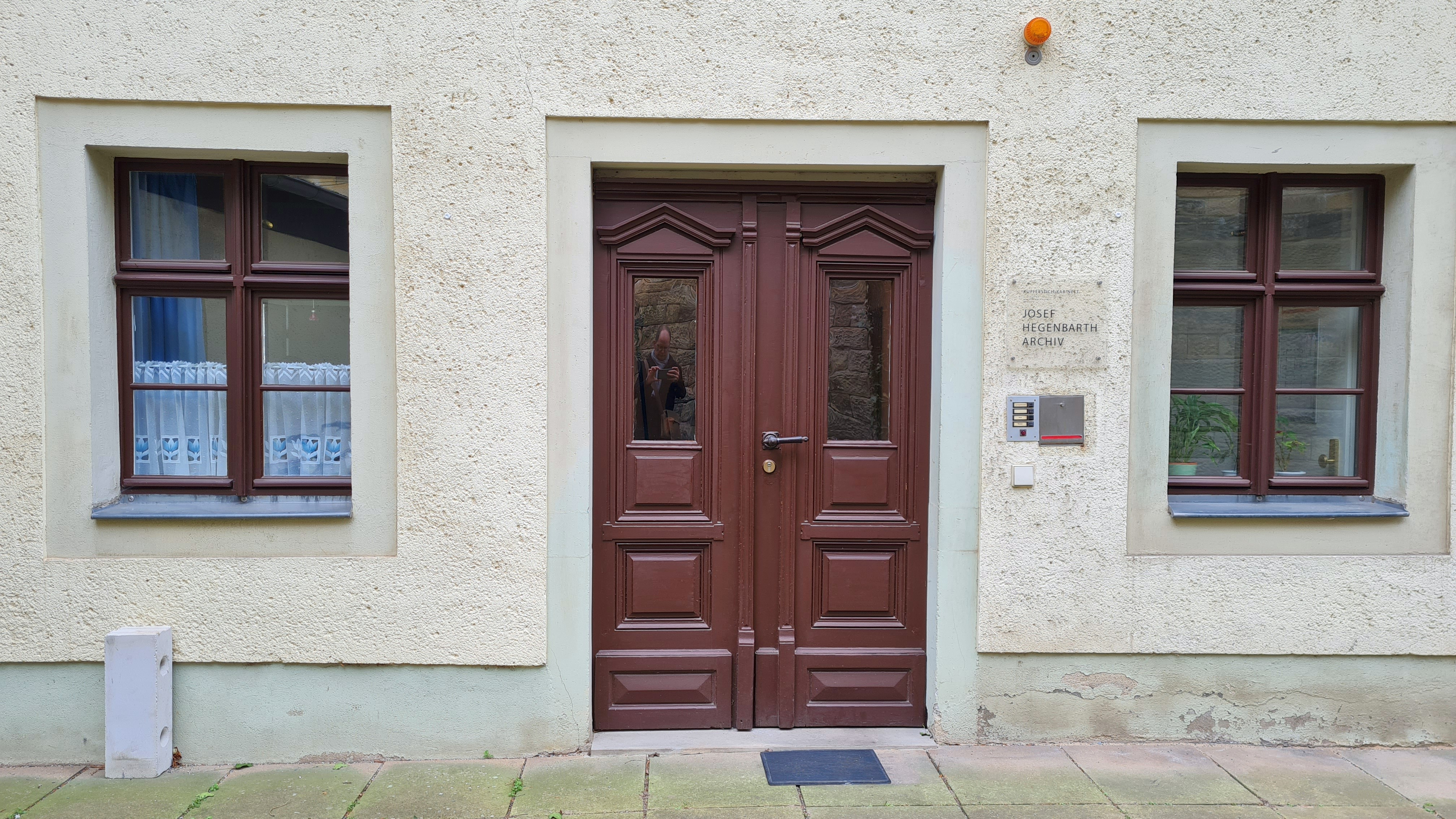
Museumseingang

Das Archiv befindet sich im Stadtteil Loschwitz im Osten Dresdens. Es steht im spitzen Winkel oberhalb der Kreuzung von Pillnitzer Landstraße und Calberlastraße. Das Gebäude befindet sich am unteren Ende der Dresdner Elbhänge, nur wenige 100 Meter von der Elbe entfernt. Es handelt sich um das ehemalige Haus Hegenbarths, in dem er von 1921 bis 1962 wohnte und sein Atelier eingerichtet hatte.
Unweit liegt das Leonhardi-Museum, in dem sich früher ebenfalls Künstlerateliers befanden und das somit einen thematischen Bezug zum Josef-Hegenbarth-Archiv aufweist. Als weitere Dresdner Museen in der Umgebung sind das Schillerhäuschen in Loschwitz und das Carl-Maria-von-Weber-Museum in Hosterwitz, das auch in einem alten Winzerhaus an den Elbhängen untergebracht ist, zu nennen.

## Geschichte
Josef Hegenbarth erwarb das Gebäude, das vor 1839 als Winzerhaus errichtet worden war, 1921 gemeinsam mit einem Verwandten und bezog das zweite Obergeschoss. Zu den zahlreichen Gästen Hegenbarths, die in der Folge dort verkehrten, zählen unter anderem Otto Dix, Theodor Rosenhauer, Carl Lohse, Wilhelm Lachnit, Karl Kröner, Herbert Volwahsen, Hans Theo Richter, Max Schwimmer sowie Hegenbarths Biograph Fritz Löffler.

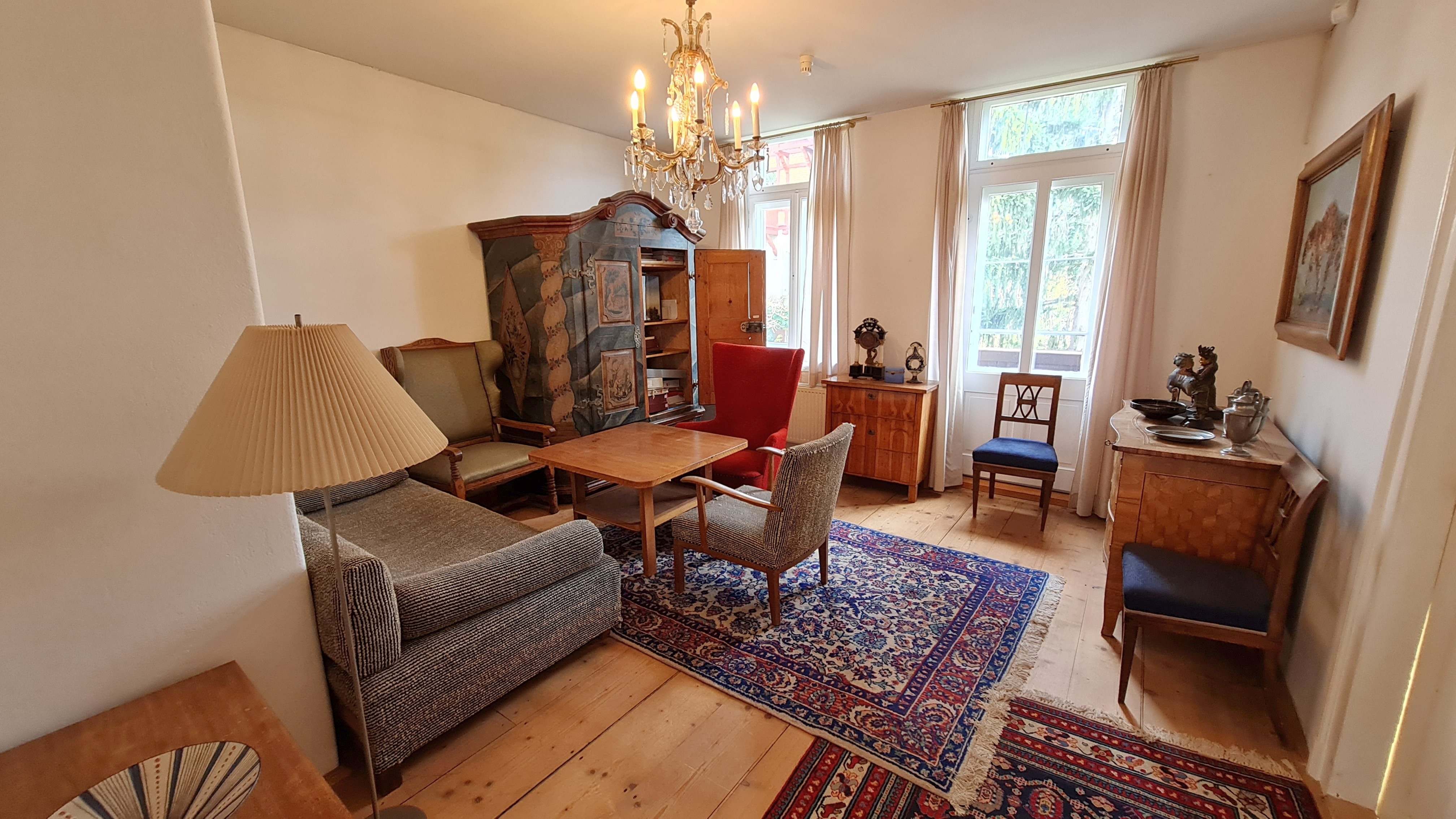
Wohnraum der Hegenbarths

Nach Josef Hegenbarths Tod 1962 begründete seine Witwe Johanna die erste systematische Erfassung der Werke ihres Mannes und damit das heutige Archiv. Bis zu ihrem eigenen Ableben im Jahre 1988 initiierte sie viele Veröffentlichungen und Ausstellungen. Grundstück, Haus und künstlerischer Nachlass wurden gemäß ihrem Testament dem Kupferstich-Kabinett Dresden unter der Maßgabe vererbt, dass der Bestand inventarisiert, publiziert und das Anwesen der Öffentlichkeit als Erinnerungsort zugänglich gemacht wird.
Im Jahre 1998 erfolgte nach Sanierung und Rekonstruktion des Hauses im Zustand der 1920er Jahre die Eröffnung als monografisches Museum.

## Bestand und Programm
Zum Bestand des Museums gehört der Nachlass des Künstlers, darunter mehr als 13.700 Werke, 400 illustrierte Bücher, seine Bibliothek, aber auch Fotografien und Hegenbarths Korrespondenz mit Weggefährten.

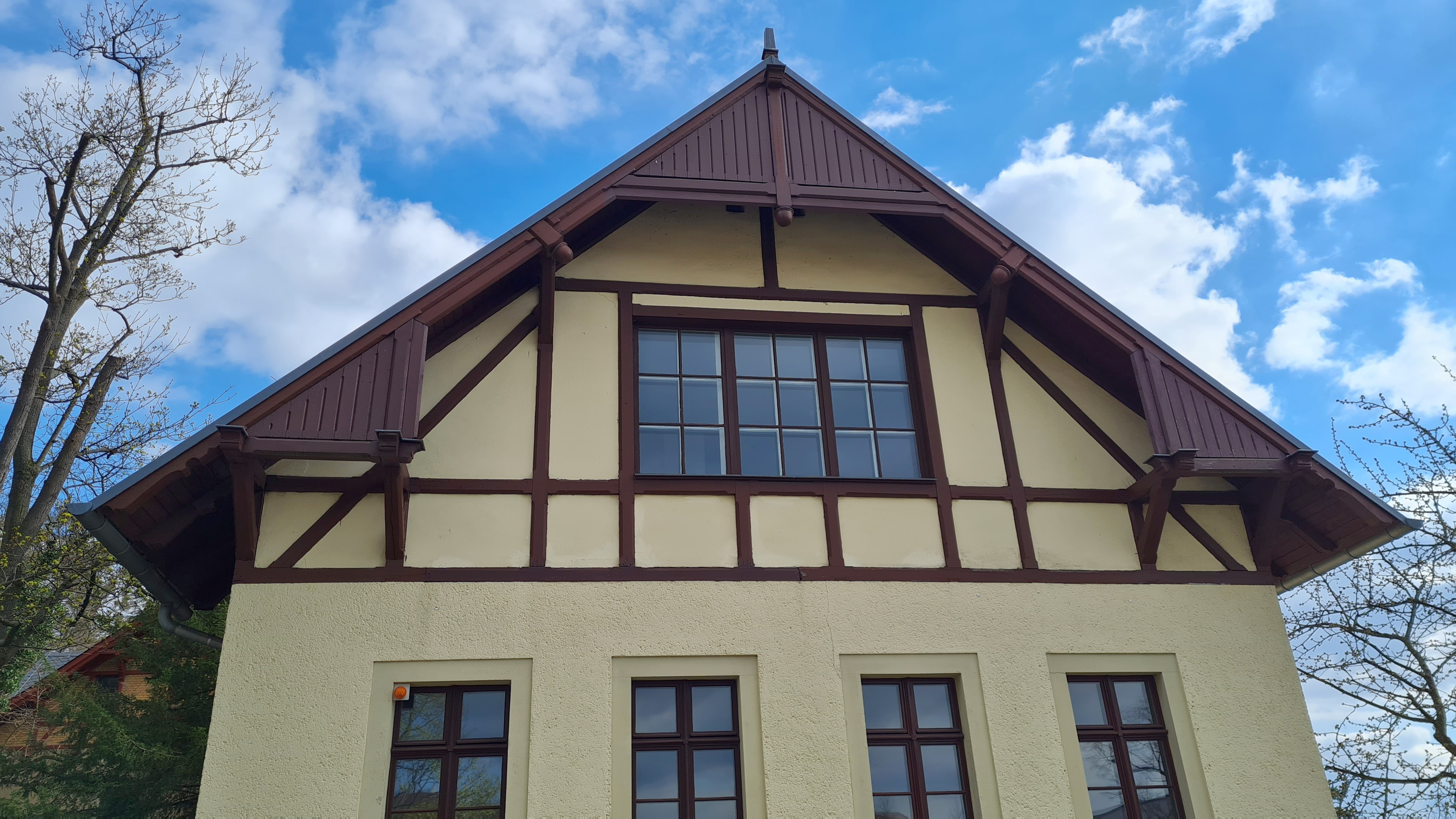
Dachgeschoss mit Atelierfenster

Die zweite Etage des Hauses beherbergt die rekonstruierten, weitestgehend mit Originalmobiliar ausgestatteten Wohn- und Atelierräume Josef Hegenbarths, die im Rahmen von individuell geplanten Führungen besichtigt werden können. Neben Einzelstücken böhmischer Herkunft prägt vor allem die schlichte, alltagspraktische Ästhetik der Möbel aus den Deutschen Werkstätten Hellerau die Wirkung des Dachgeschosses.
Ein Stockwerk tiefer wurden Ausstellungsräume eingerichtet, in denen Wechselausstellungen zu Hegenbarth aber auch zu anderen Grafikern, Zeichnern und Illustratoren seiner Generation bis hin zu Gegenwartskünstlern gezeigt werden.
Ausstellungsbegleitend finden Workshops für Kinder sowie Kunstgespräche, Lesungen und Konzerte statt.

## Ausstellungen (Auswahl)
- Johanna und Josef Hegenbarth. Eine Liebe am Elbhang (2013)
- Sehen, Empfinden, Gestalten. Josef Hegenbarth und Pan Walther (2014)
- Künstlerbriefe aus dem Nachlass Josef Hegenbarths (2016)
- Geschichten um Hegenbarths anonyme Köpfe (mit Texten und Beiträgen von Marcel Beyer, Julia Boswank, Katharina Hacker, Florian Illies, Undine Materni, Ingo Schulze und Volker Sielaff) (2018)
- Zeitkapsel. Musealer Raum als Bild (2019)
- Farbrausch und Linie. Schmidt-Rottluff bei Hegenbarth (2020/21)
- Antihelden. Narren auf Papier (2021/22)
- Waldgeheimnis bei Hegenbarth. Elise Beutner, Andreas Kempe und Sylvia Pásztor (2022/23)
- Dresdner Köpfe. Dix, Hegenbarth, Hopfe, H. T. Richter, Uhlig (14. Mai 2023 – 4. August 2024)[1]
- Aufbruch an der Akademie – Josef Hegenbarth und seine Meisterschülerin Traute Gruner (1. September 2024 – 6. April 2025)[2]
- Archiv in der Tasche - Skizzenbücher von Hegenbarth mit Arbeiten von Altenbourg, Beyer, Richter und Uhlig (4. Mai 2025 - 5. April 2026)